# مقاطعة غرين ليك (ويسكونسن)
مقاطعة غرين ليك (بالإنجليزية: Green Lake County, Wisconsin)‏ هي إحدى مقاطعات ولاية ويسكونسن في الولايات المتحدة. تأسست سنة 1858، وتبلغ مساحتها 380 ميل مربع (980 كـم2)، بلغ عدد سكانها 19051 نسمة في عام 2010 حسب إحصاء مكتب تعداد الولايات المتحدة .

## وصلات خارجية
- الموقع الرسمي
- United States Counties